# دی‌اس‌اس

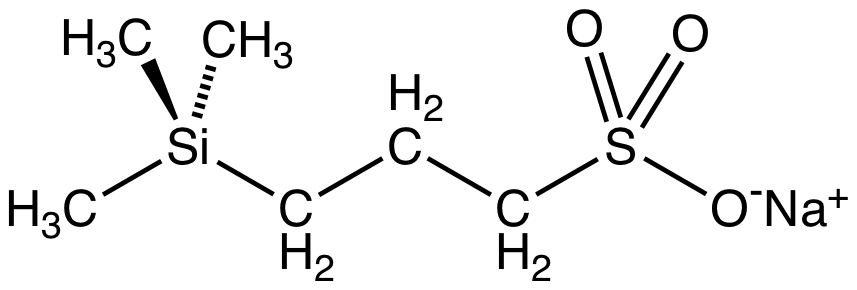
ساختار لوویس دی اس اس(Me3SiC2SO3Na)

دی‌اس‌اس (به انگلیسی: DSS (NMR standard)) یک ترکیب شیمیایی با شناسه پاب‌کم 74873 است. شکل ظاهری این ترکیب، جامد سفید است.